# La nuit tombe sur Manhattan
La nuit tombe sur Manhattan (Hands of a Stranger) est un téléfilm américain réalisé par Larry Elikann, diffusé en 1987.

## Fiche technique
- Titre : La nuit tombe sur Manhattan
- Titre original : Hands of a Stranger
- Réalisateur : Larry Elikann
- Scénario : Arthur Kopit d'après le roman Hands of a Stranger de Robert Daley
- Musique : Michel Rubini (en)
- Producteurs : Gary Hoffman, Edgar J. Scherick
- Sociétés de production : Edgar J. Scherick Associates, Taft Entertainment Television
- Durée : 179 minutes
- Genre : Téléfilm policier
- Dates de diffusion 
  -  États-Unis 10 mai 1987
  -  Allemagne de l'Ouest 25 mai 1988
  -  Pays-Bas 20 juin 1988
  -  Suède 20 octobre 1989

## Distribution
- Armand Assante : Joe Hearn
- Blair Brown : Diane Benton
- Beverly D'Angelo : Mary Hearn
- Michael Lerner : Captain Cirillo
- Philip Casnoff : Marty Loftus
- Arliss Howard : Felix Lyttle
- Sam McMurray : Pearson
- Irving Metzman : Arthur Katz
- Patricia Richardson : Helen
- Forest Whitaker : Sergent Delaney
- Ben Affleck : Billy Hearn
- Tony Rosato : Anthony Ligouri
- Glenn Plummer : Willy Johnson
- Angelo Rizacos : Crawford
- Sarah Polley : Suzie Hearn
- Robert Pastorelli : Handyman